# 영국의 선거법 개정
영국의 선거법 개정(Reform Acts)은 19세기부터 20세기에 걸쳐 새로운 유권자의 권리를 인정하고 영국 하원 의석을 재분배했던 법률의 개정 과정이다.
1832년 개정법을 통해 지나치게 과도한 대표성을 누리던 자치구의 권리를 박탈했으며 1867년 개정법과 1884년 개정법을 통해 유권자의 범주를 넓혔다. 1918년 개정법은 21세 이상 모든 남성과 30세 이상 모든 여성의 투표권을 인정했고 1928년 개정법을 통해 21세 이상 모든 국민의 투표권을 인정하면서 비로소 보통선거가 확립되었다. 1969년 개정법이 통과되면서 투표 가능 연령은 18세로 낮아졌다.
국제적으로 영국 의회와 웨스트민스터 체제는 민주주의 확산에 기여하는 선봉자 역할을 했으며 의회 제도의 어머니로도 불린다.

## 배경
1832년 이전의 그레이트브리튼 아일랜드 연합왕국에서 투표권을 가진 사람은 전체 성인 남성의 10%에도 미치지 못했다. 이조차도 잉글랜드, 스코틀랜드, 아일랜드에서 그 특성이 다양하여 몇몇 자치구는 모든 남성 세대주에게 투표권을 부여하기도 했지만 대부분의 지역구는 소수의 특정 집단이나 부유한 귀족의 통제하에 있었다. 이에 존 윌크스와 같은 급진주의자들은 물론 윌리엄 피트와 같은 보수적인 정치인들도 선거법 개정을 주장했다. 하지만 프랑스 혁명의 지나친 급진성은 영국 내에서 선거법 개정에 대한 강한 반대를 불러일으켰다. 이 무렵 선거권 투쟁에 나섰던 대표적인 단체가 런던통신협회였다.
정부의 탄압에도 불구하고 선거법 개정에 대한 목소리가 커지자 1832년 대대적인 개정법이 시행된 이후 몇 차례에 걸쳐 투표권은 확대되고 평등해졌다. 과거 투표권을 행사하지 못했던 많은 시민들에게 투표권을 부여한 개정법은 6차례에 걸쳐 진행되었지만 일반적으로는 앞선 3개의 개정법이 잘 알려져 있다.
6차례의 선거법 개정은 1832년 개정법, 1867년 개정법, 1884년 개정법, 1918년 개정법, 1928년 개정법, 1969년 개정법을 말하며 그 외에도 선거인단 제도를 폐지하고 무기명 투표를 규정한 1872년 개정법, 유권자 매수 행위를 범죄화하고 선거 비용을 규제한 1883년 개정법, 각 선거구의 등가성을 규정한 1885년 개정법 등이 있다.
일반적으로 개정법(Reform Act)이라고 칭하지만 정식 명칭은 국민대표법(Representation
of the People Act)이다. 20세기에 웨스트민스터 체제가 세계적으로 확산하면서 대영 제국에 속하는 나라들 사이에서는 선거법 개정을 추진할 때 국민대표법이라는 법령으로 진행했다.

## 1832년 개정법
당시 영국에는 유권자가 7명밖에 없던 올드 새럼 선거구와 같은 부패 선거구가 많이 있었다. 그에 비해 산업 혁명을 거치면서 엄청난 성장을 경험했던 많은 도시들은 형편없는 의석수를 할당받아야만 했다. 이에 선거구별 대표성을 조정해야 한다는 요구가 많았고 1832년 잉글랜드와 웨일스에서 선거법 개정이 이루어져 선거구마다 2명씩 의원을 선출하도록 했다. 또한 10파운드의 가치가 있는 집을 소유한 모든 남성에게 투표권을 새롭게 인정했다. 이로써 영국의 유권자는 기존 21만 7,000명에서 43만 5,000명으로 늘어났는데 이는 전체 남성의 1/5, 일부 주장에 의하면 1/7에 달하는 것이었다. 이 개정법은 중산층이 상류층과 정치 권력을 공유하도록 만들었고 그 결과는 가히 혁명적이었다. 같은 해 스코틀랜드와 아일랜드에서도 같은 내용의 개정안이 통과되었다.

## 1867년 개정법
1832년 개정법을 시행했음에도 여전히 많은 국민은 투표권을 누리지 못했고 특히 노동자의 목소리가 거의 반영되지 않고 자본가들만 혜택을 받았다. 이에 노동자들은 보통·비밀선거 실시, 선거구의 평등, 의원의 재산 자격 폐지와 세비 지급 등을 요구하며 차티스트 운동을 벌였다. 차티스트 운동은 1850년대에 들어서면서 세력이 약해졌지만 자유당의 촉구 아래 보수당이 입법을 주도하여 두 번째 개정법이 통과되었다. 잉글랜드와 웨일스에서 100만 명에 가까운 새로운 유권자가 추가되었다.

## 1884년 개정법
1882년 자유당은 추가적인 선거법 개정을 시도했고 1884년 보수당이 이를 통과시키면서 세 번째 개정빕이 시행되었다. 이전의 개정법은 웨일스를 포함한 잉글랜드, 스코틀랜드, 아일랜드에서 각각 개정되고 시행되었지만 이번엔 영국 전체를 대상으로 한 최초의 선거법 개정이었다. 이 개정법을 통해 투표권이 농민들에게도 확산되어 성인 남성 대다수가 유권자로서의 권리를 행사할 수 있게 되었다.

## 1918년·1928년·1969년 개정법
3차 개정에 이르렀을 때 영국에서 투표는 특권층만 누리는 혜택이 아니라 대다수의 권리로 인식되었다. 하지만 여전히 투표권을 누리지 못하는 계층이 남아 있었고 그들을 위한 입법이 추진되어야 했지만 제1차 세계 대전은 이제 논의를 막아 버렸다. 전후 1918년 의회는 여야 간의 만장일치로 21세 이상 모든 남성과 30세 이상 모든 여성의 투표권을 인정하는 개정법을 통과시켰다. 그리고 투표권이 부여되지 못한 유일한 이유인 부조리한 성차별은 10년 후 보수당에 의해 개정된 선거법을 통해 완전히 해소되었다.
1969년 노동당은 6차 개정법을 통해 선거연령을 21세에서 18세로 낮췄다. 당시 18세에게 투표권을 부여했던 것은 주요 민주국가에서 처음 있는 일이었다.

## 추가적인 개정 논의
자유민주당, 잉글랜드 웨일스 녹색당과 같은 일부 정당들은 선거연령을 16세로 낮출 것과 비례대표제를 도입할 것을 요구하고 있다.

## 같이 보기
- 영국의 선거
- 보통선거